# فابيان بوتش
فابيان بوتش (بالألمانية: Fabian Posch) مواليد 5 يناير 1988 في النمسا، هو لاعب كرة يد نمساوي يلعب كمحور. مثل منتخب النمسا لكرة اليد.

## سجل المنافسة
شارك في البطولات التالية:
- بطولة العالم لكرة اليد للرجال 2015
- بطولة أوروبا لكرة اليد للرجال 2014

## روابط خارجية
- فابيان بوتش على موقع الاتحاد الأوروبي لكرة اليد (الإنجليزية)